# آرن: شوالیه معبد
آرن:شوالیه معبد (به سوئدی: Arn - Tempelriddaren) فیلمی حماسی است که براساس سه گانهٔ جان گیلو دربارهٔ داستان شوالیه معبد سوئدی آرن مگنوسون ساخته شده‌است. این فیلم در ۱۷ دسامبر ۲۰۰۷ در سینماهای سوئد اکران شد و دنباله آن، آرن:پادشاهی در انتهای راه (آرن - Riket vid vägens)، در ۲۲ اوت ۲۰۰۸ اکران شد، بعداً هر دو فیلم در یک نسخه ترکیب شدند و در سال ۲۰۱۰ برای نسخه انگلیسی بر روی دی وی دی منتشر شدند. در حالی که این فیلم بیشتر به سوئدی است و بیشتر تولید آن در سوئد ساخته شده‌است، اما این فیلم تولید مشترک بین سوئد، دانمارک، نروژ، فنلاند و آلمان است. با بودجه کل حدود ۲۱۰ میلیون کرون سوئد (حدود ۳۰ میلیون دلار آمریکا) برای هر دو فیلم که گرانترین تولید سینمای سوئد است. بنا به گفته باکس آفیس موجو، این فیلم ۲۲٫۵ میلیون دلار درآمد کسب کرده‌است.

## داستان فیلم
در قرن دوازدهم، در سوئد آرن مگنوسون فرزند یکی اعضای ارشد دودمان فلکونگ بعد از کشته شدن پدرش توسط بریگر بروسا نجات یافته و به دانمارک برده می‌شود. آرن به صومعه ای متعلق به فرقه سیسترسی‌ها فرستاده می‌شود، اما آشنایی با برادر گیلبرت که قبلاً شوالیه معبد بوده، مسیر زندگی او را عوض می‌کند. سال‌ها بعد آرن جوان بعد از برخورد با سیسیلیا عاشق او می‌شود. هنگامی که آرن صومعه را ترک می‌کند و به نزد خانواده خود بازمی‌گردد، به زودی وارد به کشمکش میان خاندان‌های قدرتمندی که برای تاج و تخت وسترا یوتلاند می‌جنگند، کشیده می‌شود. او به دوستش کانوت اریکسون کمک می‌کند تا پادشاه کارل اسورکرسون را بکشد. این منجر به جنگ میان دو خاندان می‌شود. آرن و نامزدش سیسیلیا برای روابط قبل از ازدواج تکفیر می‌شوند و به دروغ به داشتن روابط با خواهر سیسیلیا هم متهم می‌شوند فرجام کار فرستاده شدن سیسیلیا به صومعه و آرن به سوی سرزمین مقدس است تا به عنوان شوالیه معبد برای حفاظت از اورشلیم بجنگد.
مدتی بعد سیسیلیا پسری به دنیا می‌آورد که از او گرفته شده و به بریگر بروسا سپرده می‌شود. آرن نیز در یکی از ماجراهایش جان صلاح الدین ایوبی را که مخفیانه سفر می‌کند، از چنگ راهزنان نجات می‌دهد. صلاح الدین به او می‌گوید که قصد حمله ای بزرگ به اورشلیم را دارد. آرن به شهر می‌رود و تروجا را مطلع می‌کند.
تروجا شهر از او می‌خواهد تا رهبری حمله به سپاه صلاح الدین را در خارج از شهر بر عهده بگیرد. موفق می‌شود در نبرد مونتگیسارد صلاح الدین را شکست داده و به پاداش این کار از خدمت شوالیه گری مرخص می‌شود تا به زادگاه خود و نزد سیسیلیا بازگردد.

## بازیگران
- یوآخیم نتروکویست در نقش آرن مگنوسون
- سوفیا هلین به عنوان سیسیلیا آلگوتسداتر
- استلان اسکاشگورد در نقش بیرگر بورسا، دایی آرن
- وینسنت پرز به عنوان برادر گیلبرت
- سیمون کالو به عنوان پدر هنری
- استیون ودینگتون در نقش توروجا
- گوستاو اسکاشگورد به عنوان پادشاه کانوت اول سوئد (کانوت اریکسون)
- مایکل نیکویست در نقش مگنوس فولکسون، پدر آرن
- بیبی آندرشون به عنوان مادر ریکیسا
- میلیند سمان به عنوان صلاح‌الدین
- الکس ویندام به عنوان آرماند دی گاسوگن
- نیکلاس بولتون در نقش جرارد رایدفورت
- توماس گابریلسون به عنوان اموند اولوبان
- یاکوب سیدرگرین به عنوان ایبی آفتون
- جولیا دوفونیوس در نقش هلنا سوورکرسون
- لینا انجلوند در نقش کاتارینا، خواهر سسیلیا
- مورگان آلینگ به عنوان اسکیل مگنوسون، برادر آرن
- فانی ریزبرگ به عنوان سیسیلیا بلانکا
- آندرس باسمو کریستینن به عنوان الگوی نروژی هارالد استیستونسون
- دریس روکه به عنوان فخیر
- میرجا تورستت در نقش سیگیدید
- یوئل کینامان در نقش اسورکر کارلسون

## لینک‌های اضافی
- وب سایت رسمی
- آرن: شوالیه معبد در بانک اطلاعات اینترنتی فیلم‌ها (IMDb)
- آرن: شوالیه معبد در بانک اطلاعات فیلم‌های سوئدی
- آرن - نایت تمپلار در SF International
- آرن - پیش نمایش Knight Templar در european-films.net